# Jules Isaac
Jules Isaac, nació el 18 de noviembre de 1877 en Rennes y murió el 5 de septiembre de 1963 en Aix-en-Provence, fue un historiador francés. Es el autor, que continuó la obra de Albert Malet, de los célebres manuales de historia, usualmente llamados « Malet e Isaac ». Jules Isaac fue igualmente un pionero de la Amistad judeocristiana, principalmente a través de su participación activa en los trabajos de la Conferencia de Seelisberg.

## Biografía
Nació en Rennes, donde residía entonces su padre, militar de carrera, alsaciano que había optado por Francia en 1871. Nacido en una familia de judíos franceses patriotas: su abuelo paterno Élias Isaac era trompetista mayor en un regimiento de artillería, su padre Marx Isaac (1829-1891) realizó una magnífica carrera de oficial que permitió llegar a teniente coronel de artillería y oficial de la Legión de Honor, y su tío Victor-Marx Isaac (1834-1891), suboficial de artillería condecorado con la Medalla militar, obtuvo también la Legión de Honor como capitán del ejército territorial.
A los trece años, pierde a sus dos padres con unos meses de intervalo, y fue interno al liceo Lakanal en Sceaux en el departamento de Altos del Sena. A la edad de veinte años, conoce a Charles Péguy; es el comienzo de una larga amistad, marcada en particular por la creación de los Cuadernos de la Quincena. Con Péguy, Isaac se compromete en con los partidarios del capitán Alfred Dreyfus en el famoso Caso Dreyfus.
Obtiene la agregaduría de historia, en 1902, año de su matrimonio con Laure Ettinghausen. Enseña en Niza, después en Sens. Es presentado por Ernest Lavisse en la editorial Hachette, que publica la colección de manuales de historia de Albert Malet. Se le encarga en primer lugar redactar los cuadernos de notas para el bachillerato. Nombrado profesor del Liceo Louis-le-Grand, después en el liceo Saint-Louis, extiende su colaboración a los manuales para la enseñanza primaria superior, editados igualmente en la colección Malet.
Albert Malet muere en el frente de la Primera Guerra Mundial en 1915, y Jules Isaac redacta solo el nuevo borrador impuesto por los nuevos programas. Pero el nombre de Malet quedó asociado al nombre de la colección. Miembro de la Liga de las derechos del hombre y del ciudadano, después del Comité de vigilancia de los intelectuales antifascistas, Jules Isaac se compromete a favor de una mejor comprensión entre franceses y alemanes, y promueve una revisión de los manuales escolares. En 1936, es nombrado inspector general de Instrucción pública. 
A la edad de 63 años en 1940, es destituido en virtud del estatus discriminatorio de los Judíos promulgado por el ejecutivo de Vichy. 

No era admisible, declara el ministro de Educación y académico Abel Bonnard el 13 de noviembre de 1942 en el periódico semanal Gringoire, que la historia de Francia se enseñe a los jóvenes franceses por un Isaac.

 Se refugió en la zona libre, primero en Aix-en-Provence, después cuando los Alemanes invadieron el Mediodía en 1942, se estableció en Chambon-sobre-Lignon en casa de su hijo mayor Daniel, profesor del Colegio Cévenol, que no tardó en marchar a España. Se instaló entonces en Riom, cerca de su hija y de su yerno que trabajaba en la Central de la Agencia Havas en Vichy. Implicados en la Resistencia Francesa, fueron arrestados, así como su mujer y su hijo menor Jean-Claude, por la Gestapo en Riom el 7 de octubre de 1943, después deportados por los Alemanes a Drancy  y luego a Auschwitz donde fueron todos asesinados, excepto su hijo que consiguió escaparse de un campo de Alemania. En 1945, Jules Isaac fue repuesto en sus derechos como inspector general honorario.

## La Amistad judeocristiana
Jules Isaac consagra entonces una gran parte de sus esfuerzos a la investigación de las causas del antisemitismo. Publica Jésus e Israel, redactado durante la guerra, después inspira la Carta de Seelisberg. Cofundador, entre otros con Edmond Fleg, y activo animador de la Amistad judeocristiana en 1947, se dedica a combatir en particular las raíces cristianas del daño que, si no son las únicas, le parecen las más profundas y todavía persistentes en la segunda mitad del siglo XX. Su idea esencial es de poner en valor la naturaleza profundamente judía del cristianismo primitivo. Participa en la conferencia judeocristiana de Seelisberg donde propone con el gran rabino Kaplan dieciocho puntos de rectificación de la enseñanza cristiana con relación a Israel.
Jules Isaac no cesa de luchar contra lo que llama: la enseñanza del desprecio. Denuncia los siglos de catequesis que han persuadido a los cristianos de la perfidia judía y de su carácter satánico, subrayando el vínculo entre las prácticas del antisemitismo cristiano y el sistema hitleriano.
El 16 de octubre de 1949, durante una audiencia papal, pide al papa Pío XII la revisión del rezo universal del Viernes Santo cuya oración Oremus et pro perfidis Judaeis (literalmente « Recemos también por los pérfidos judíos » en latín) comporta menciones ofensivas para los judíos. Esto se hará en  por el papa Juan XXIII, antes de que el concilio Vaticano II se convoque.
El 13 de junio de 1960, Jules Isaac es recibido en audiencia por Juan XXIII durante la cual le remite un dossier que contiene :
1. un programa de rectificación de la enseñanza cristiana con relación a Israel ;
2. un ejemplo de mito ideológico (la dispersión de Israel, castigo providencial) ;
3. de los extraídos del catecismo del concilio de Trento que muestran que la acusación de deicidio es contraria a la sana tradición de la Iglesia.[10]

Jules Isaac entabla una amistad con Juan XXIII que tuvo influencia en la redacción de la declaración sobre las religiones no cristianas Nostra Aetate, aprobada en 1965 por el Concilio Vaticano II. 

El 6 de enero de 1956, en el Hôtel Lutetia, donde algunos años antes los supervivientes de los campos de exterminio terminaban su siniestro viaje, donde las familias aguardaban la menor novedad de los deportados, el Movimiento contra el racismo y la amistad entre los pueblos (MRAP) concedió a Jules Isaac el premio a la fraternidad. […] El MRAP reconocía así la gran repercusión de sus obras Jesus e Israel y La Génesis del antisemitismo.